# Stéphane Ortelli
Stéphane Ortelli (ur. 30 marca 1970 w Hyères) – monakijski kierowca wyścigowy.

## Kariera
Ortelli rozpoczął karierę w międzynarodowych wyścigach samochodowych w 1990 roku od startów we Francuskiej Formule Renault. Z dorobkiem trzynastu punktów został sklasyfikowany na piętnastej pozycji w klasyfikacji generalnej. W późniejszych latach Monakijczyk pojawiał się także w stawce Francuskiej Formuły 3, Peugeot 905 Spider Cup, French Supertouring Championship, Global GT Championship, Championnat de France Supertourism, 24-godzinnego wyścigu Le Mans, FIA GT Championship, Porsche Supercup, British GT Championship, American Le Mans Series, French GT Championship, Le Mans Endurance Series, World Touring Car Championship, Le Mans Series, International GT Open, Francuskiego Pucharu Porsche Carrera, Grand American Rolex Series, FIA GT3 European Cup, Sportscar Winter Series – Proto, Belcar Endurance Championship, Blancpain Endurance Series, 2e Grand Prix Electrique, FIA GT1 World Championship, FIA GT Series, 24h Nürburgring oraz Blancpain Sprint Series.

## Wyniki w 24h Le Mans
| Rok  | Zespół                              | Partnerzy                        | Samochód               | Klasa   | Okr. | Poz. | Klasa Pos. |
| ---- | ----------------------------------- | -------------------------------- | ---------------------- | ------- | ---- | ---- | ---------- |
| 1995 | Larbre Compétition                  | Dominique Dupuy Emmanuel Collard | Porsche 911 GT2 Evo    | GT1     | 82   | NU   | NU         |
| 1996 | New Hardware Racing Parr Motorsport | Andy Pilgrim Andrew Bagnall      | Porsche 911 GT2        | GT2     | 299  | 17   | 4          |
| 1997 | Roock Racing                        | Allan McNish Karl Wendlinger     | Porsche 911 GT1        | GT1     | 8    | NU   | NU         |
| 1998 | Porsche AG                          | Laurent Aïello Allan McNish      | Porsche 911 GT1-98     | GT1     | 351  | 1    | 1          |
| 1999 | Audi Sport UK Ltd.                  | Stefan Johansson Christian Abt   | Audi R8C               | LMGTP   | 55   | NU   | NU         |
| 2000 | Audi Sport Team Joest               | Laurent Aïello Allan McNish      | Audi R8                | LMP900  | 367  | 2    | 2          |
| 2001 | Team Bentley                        | Martin Brundle Guy Smith         | Bentley EXP Speed 8    | LMGTP   | 56   | NU   | NU         |
| 2002 | Pescarolo Sport                     | Eric Hélary Ukyō Katayama        | Courage C60-Peugeot    | LMP900  | 144  | NU   | NU         |
| 2004 | Freisinger Motorsport               | Ralf Kelleners Romain Dumas      | Porsche 911 GT3-RSR    | GT      | 321  | 13   | 3          |
| 2005 | Audi PlayStation Team Oreca         | Franck Montagny Jean-Marc Gounon | Audi R8                | LMP1    | 362  | 4    | 4          |
| 2006 | Aston Martin Racing                 | Pedro Lamy Stéphane Sarrazin     | Aston Martin DBR9      | GT1     | 342  | 10   | 5          |
| 2007 | Team Oreca                          | Soheil Ayari Nicolas Lapierre    | Saleen S7-R            | GT1     | 318  | 16   | 9          |
| 2009 | Team Oreca-Matmut AIM               | Bruno Senna Tiago Monteiro       | Oreca 01-AIM           | LMP1    | 219  | NU   | NU         |
| 2011 | Luxury Racing                       | Frédéric Makowiecki Jaime Melo   | Ferrari 458 Italia GTC | GTE Pro | 183  | NU   | NU         |